# マネージャパン
「money Japan（マネージャパン）」は角川・エス・エス・コミュニケーションズが発行していた日本の投資情報誌。毎月21日発売。
発行部数13万部。創刊は1985年（日経マネー創刊と同じ年）。当時はセゾングループと米タイム社の合弁企業、西武タイムが発行元だった。当時の米タイム社には『Time』誌、『Fortune』誌、『Money』誌の人気ブランド雑誌があり、同誌は『Money 日本版』という位置づけでスタートした（両社はその後関係を解消、西武側が株式の全面譲渡を受けSSコミュニケーションズと社名を変更する）。雑誌のキャッチフレーズは「ワンランク上の資産運用マガジン」。
広告収入の減少を主な理由に2009年4月21日発売の6月号で休刊。

## 特集
株式評論家や経済アナリストが相場の状況や見通しを解説したり、推奨銘柄を紹介する記事が中心。株に関する特集が中心だが、外貨や年金などが主要テーマになることもあった。インタビューや対談で構成されている記事が多く、内容はやや専門的。株式投資の中～上級者を主要読者に想定している。

## 連載
“曲がり屋”として名高い北浜流一郎は、古くから同誌のご意見番的存在で、『1年たてば一人前！ KITAHAMA親子株式』では実の息子である北浜悠輝と共に登場していた。ほかにはジャーナリスト須田慎一郎の『金融最前線』、経済評論家森永卓郎の『わかる！経済ゼミ』などがあった。

## メールマガジン
編集部から、オールカラーのPDF型メールマガジン『マネーエクスプレス』も発行していた